# Szőce
Szőce es un pueblo ubicado en el distrito de Körmend, en el condado de Vas, Hungría.

## Superficie
Posee una superficie de 18,71 kilómetros cuadrados.

## Demografía
Hasta 2019 la población era de 281 habitantes, con una densidad de población de 15,02 habitantes por kilómetro cuadrado.